# Бункерна збиральна машина
Бункерна збиральна машина (рос. бункерная уборочная машина, англ. tanker harvester; нім. Bunkerlader m) — причіпна машина, призначена для збирання фрезерного торфу, заздалегідь зібраного у валки.
Перші моделі Б.з.м. (УМПФ) розроблені а СРСР на поч. 1940-х рр. Б.з.м. приєднують до гусеничного трактора з двигуном потужністю не менше за 55 кВт. Працює з тракторами, зокрема типу Д-75 чи Б-75. На гусеничному ходовому пристрої машини розташований бункер зі скрепером, ковшовим елеватором і рухомим дном у вигляді пластинчастого або скребкового конвеєра. При робочому проході трактор з Б.з.м. рухається вздовж валків так, щоб валок знаходився між гусеницями. При цьому торф з валка згрібається скрепером і безперервно транспортується ковшовим елеватором в бункер.